# Dichotrachelus
Dichotrachelus är ett släkte av skalbaggar. Dichotrachelus ingår i familjen vivlar.

## Dottertaxa tillDichotrachelus, i alfabetisk ordning[1]
- Dichotrachelus afer
- Dichotrachelus alpestris
- Dichotrachelus alpinus
- Dichotrachelus angusticollis
- Dichotrachelus arbutus
- Dichotrachelus baldensis
- Dichotrachelus bensai
- Dichotrachelus bernhardinus
- Dichotrachelus biogorrensis
- Dichotrachelus bischoffi
- Dichotrachelus cantabricus
- Dichotrachelus concavicollis
- Dichotrachelus concavirostris
- Dichotrachelus depressipennis
- Dichotrachelus doderoi
- Dichotrachelus espanoli
- Dichotrachelus freyi
- Dichotrachelus gallicus
- Dichotrachelus graellsi
- Dichotrachelus grignensis
- Dichotrachelus imhoffi
- Dichotrachelus insubricus
- Dichotrachelus kimakowiczi
- Dichotrachelus knechti
- Dichotrachelus koziorowiczi
- Dichotrachelus kraussi
- Dichotrachelus liegeli
- Dichotrachelus linderi
- Dichotrachelus lombardus
- Dichotrachelus luzei
- Dichotrachelus maculosus
- Dichotrachelus manueli
- Dichotrachelus marseuli
- Dichotrachelus minutus
- Dichotrachelus muscorum
- Dichotrachelus negrei
- Dichotrachelus paulinoi
- Dichotrachelus pedemontanus
- Dichotrachelus peneckei
- Dichotrachelus pygmaeus
- Dichotrachelus ragusai
- Dichotrachelus ravasinii
- Dichotrachelus ribesi
- Dichotrachelus rudeni
- Dichotrachelus sabaudus
- Dichotrachelus sardous
- Dichotrachelus seminudus
- Dichotrachelus stierlini
- Dichotrachelus sulcipennis
- Dichotrachelus sulcirostris
- Dichotrachelus tenuirostris
- Dichotrachelus tournieri
- Dichotrachelus tridentinus
- Dichotrachelus valesiacus
- Dichotrachelus walteri
- Dichotrachelus variegatus
- Dichotrachelus velinus
- Dichotrachelus venturiensis
- Dichotrachelus verrucosus
- Dichotrachelus vulpinus